# Nikołaj Czagin
Nikołaj Michajłowicz Czagin (ur. 1823 w Orle, zm. 1909 w Petersburgu) – rosyjski architekt, autor szeregu projektów prawosławnych cerkwi, przede wszystkim w zachodnich guberniach Imperium Rosyjskiego (ziemie zabrane).

## Życiorys
Pochodził z ubogiej rodziny sprzedawcy obuwia z Orła. Po ukończeniu szkoły miejskiej w Orle, dzięki projekcji gubernatora orłowskiego Wasilczikowa (którego uwagę zwrócił swoimi umiejętnościami w zakresie rysunku) mógł podjąć naukę w Instytucie Technologicznym w Petersburgu, uzyskując stypendium państwowe. W 1845 ukończył studia ze srebrnym medalem. Naukę kontynuował w Cesarskiej Akademii Sztuk Pięknych w Petersburgu, studiując architekturę. W miesiącach letnich pracował jako robotnik przy budowie linii kolejowej Petersburg-Moskwa. Dyplom końcowy uzyskał w 1848. Początkowo pracował jako inżynier cywilny w Grodnie, zaś w latach 1850-1854 był zatrudniony jako architekt odpowiedzialny za wznoszenie i przebudowy cerkwi prawosławnych w guberniach mohylewskiej i witebskiej. W wymienionym okresie przebudował lub wzniósł od podstaw 124 budynki. Wykonane w tym okresie prace pozwoliły mu w 1853 uzyskać tytuł akademika w dziedzinie architektury.
Brał udział w wojnie krymskiej, walcząc w obronie Sewastopola. Od 1859 do 1885 był naczelnym architektem generalnej guberni wileńskiej. Posiadał rangę rzeczywistego radcy stanu, otrzymał również ordery św. Stanisława, św. Anny i św. Włodzimierza III stopnia.
Z racji piastowanego stanowiska naczelnego architekta w Wilnie, Nikołaj Czagin stał się jednym z głównych realizatorów planu generał-gubernatora wileńskiego Michaiła Murawjowa, zakładającego wznoszenie na terenie guberni znacznej liczby prawosławnych cerkwi w stylu bizantyjsko-rosyjskim, według wzorów opracowanych w zbiorze Konstantina Thona Projekty cerkwiej. Całe przedsięwzięcie miało wyraźny cel rusyfikacyjny. Nikołaj Czagin koordynował wznoszenie nowych świątyń i przebudowy już istniejących (w większości pounickich) razem z Aleksandrem Riezanowem. Obydwaj architekci z reguły dokonywali jedynie szybkich przebudów cerkwi, nie ingerując radykalnie w ich układ i system artykulacyjny, wprowadzając jedynie elementy jednoznacznie kojarzące się z rosyjską architekturą sakralną (np. cebulaste kopułki).
W 1885 zrezygnował z pełnionych obowiązków i podał się do dymisji, otrzymując przy tym niską państwową emeryturę. Zmarł w Petersburgu w domu swojego syna.

## Niektóre obiekty wzniesione według projektów Czagina

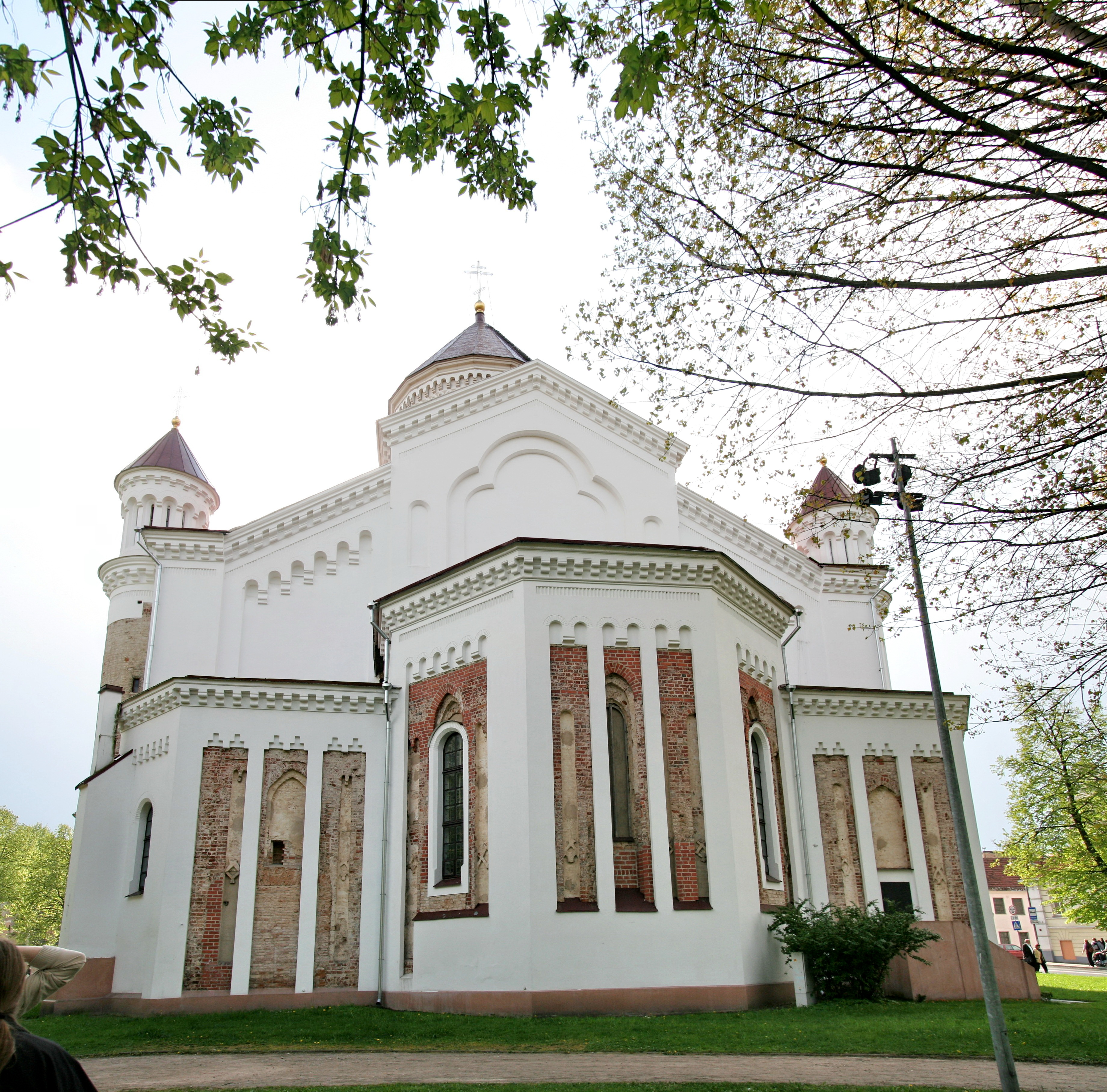
Sobór Zaśnięcia Matki Bożej w Wilnie, gruntownie przebudowany według wspólnego projektu Czagina i Riezanowa

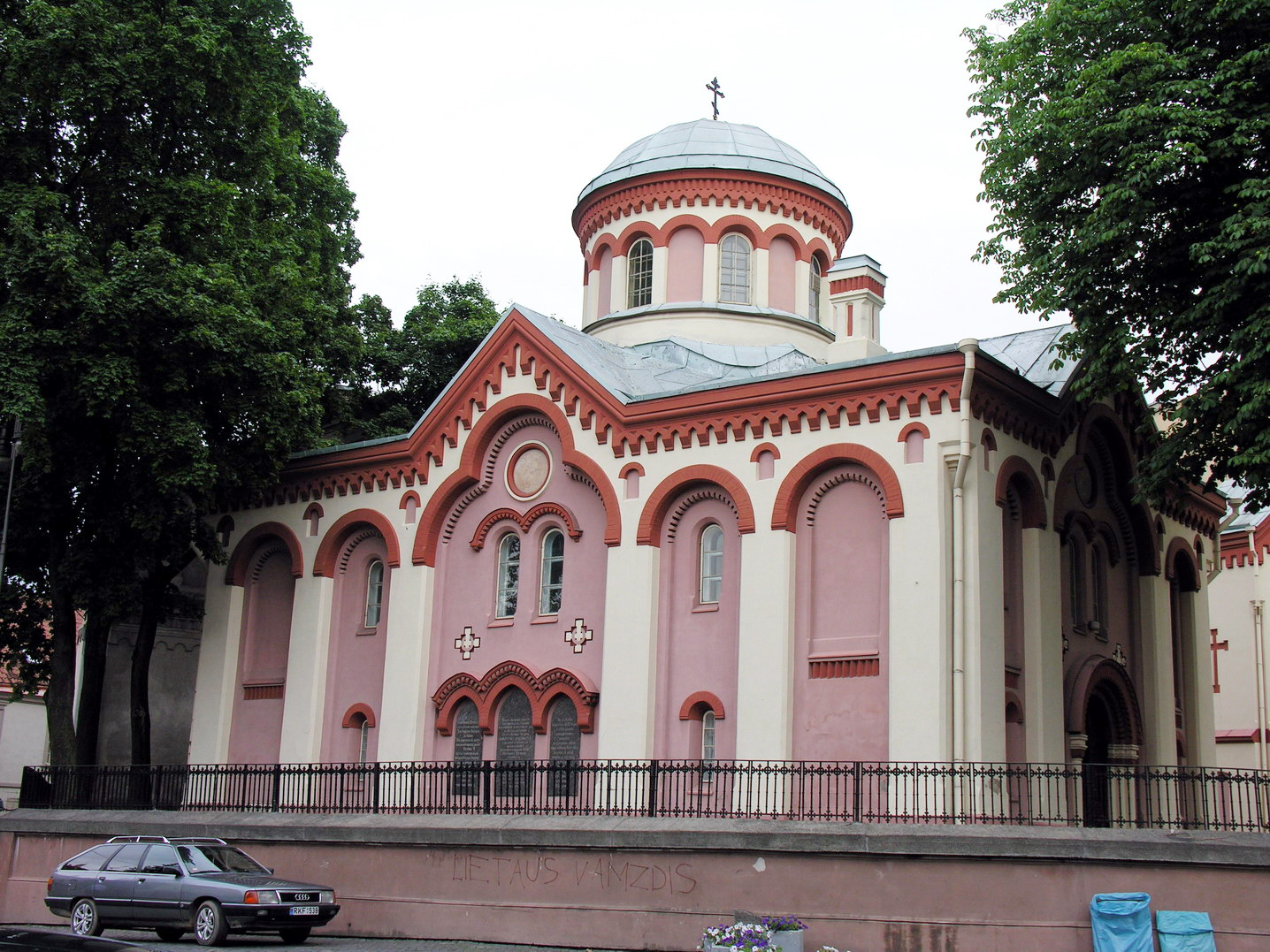
Cerkiew św. Paraskiewy (popularnie: Piatnicka) w Wilnie

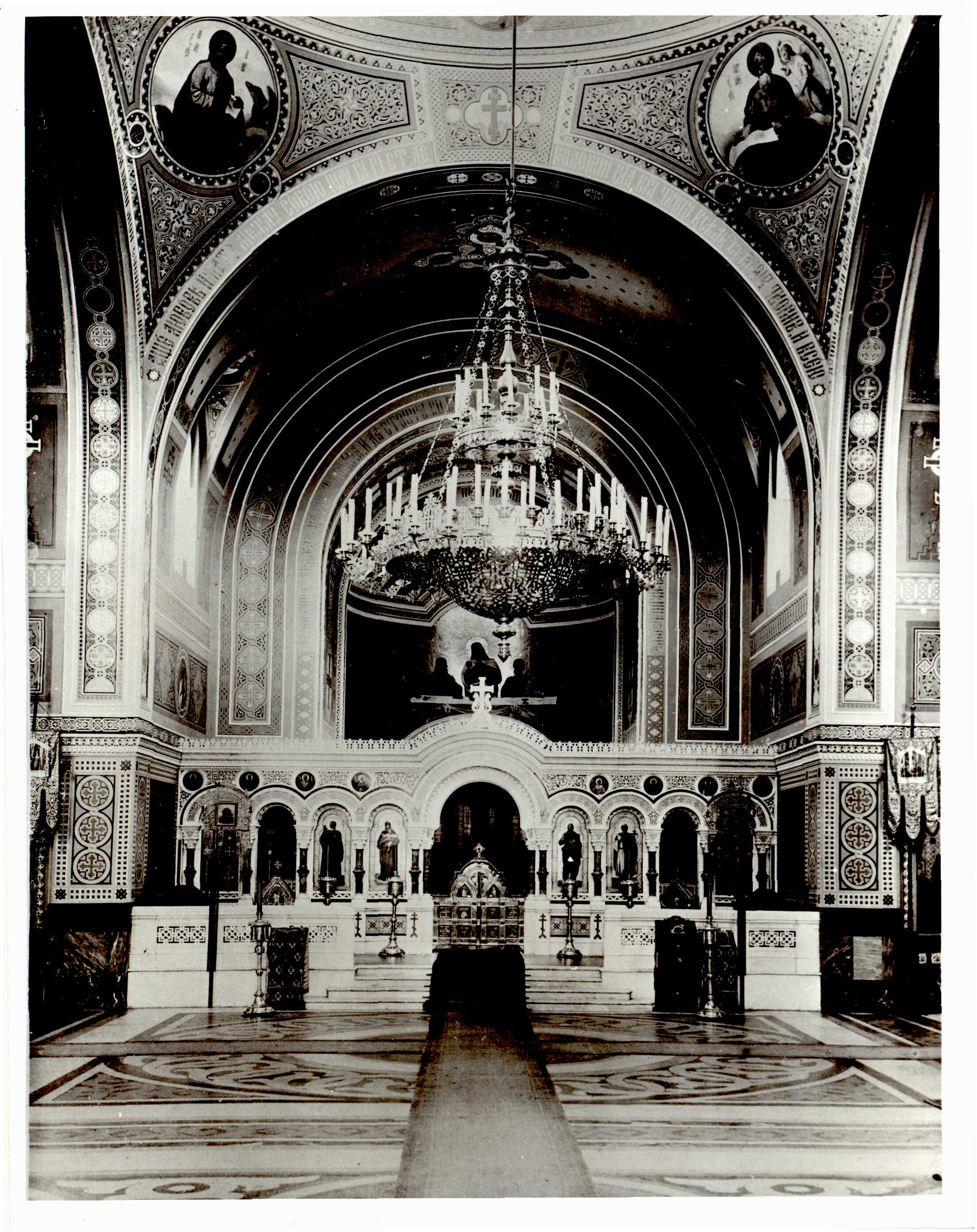
Wnętrze soboru św. Włodzimierza w Chersonezie Taurydzkim

### Przebudowane lub odnowione
- sobór Zaśnięcia Matki Bożej w Wilnie[2]
- cerkiew Piatnicka w Wilnie
- cerkiew św. Mikołaja w Wilnie[3]
- cerkiew Narodzenia Matki Bożej w Sewastopolu, razem z W. Feldmanem
- cerkiew Zmartwychwstania Pańskiego w Foros
- sobór Świętych Symeona i Anny w Jełgawie[4]
- monaster Trójcy Świętej w Wilnie[3]
- cerkiew Narodzenia Najświętszej Maryi Panny w Krynkach[3]
- sobór Mądrości Bożej w Grodnie - przebudowa z kościoła Najświętszej Maryi Panny[5]

### Zbudowane od podstaw
- kaplica św. Aleksandra Newskiego w Wilnie[2]
- kaplica św. Jerzego w Wilnie[6]
- cerkiew św. Katarzyny w Wilnie[7]
- cerkiew Świętych Piotra i Pawła w Szawlach[8]
- dzwonnica kościoła św. Anny w Wilnie[2]
- sobór św. Włodzimierza w Chersonezie Taurydzkim - dekoracja wnętrz[9]